# Айзкраукле (станція)
Айзкраукле (лат. Aizkraukle) — проміжна залізнична станція Латвійської залізниці. Розташована на лінії Рига — Даугавпілс біля міста Айзкраукле, Латвія, і є останньою на її електрифікованій частині Рига — Айзкраукле. 

## Історія
Станція «Степіні» побудована 1919 року на лінії Рига — Даугавпілс, яку відкрито ще 1861 року. 1921 року станція отримала сучасну назву.
1927 року зведена нова будівля станції за проєктом Лідії Гофмане-Грінберга. Її знесли 2010 року через будівництво другої колії на дільниці Скрівері — Крустпілс.
1961 року зведено нинішню будівлю вокзалу та побудовано залізничну колію до Плявінської ГЕС.
1972 року електрифіковано колії на станції.
2013 року на станції збудували підвищені платформи (висотою 550 мм), реконструювали колії та спорудили нову контактну мережу. Тому з 22 липня 2013 року до 17 вересня 2014 року рух електропоїздів на дільниці Скрівері — Айзкраукле було припинено і замінено автобусним сполученням.

## Пасажирське сполучення
Станція є кінцевою для електропоїздів Рига — Айзкраукле. Також на станції зупиняються дизель-поїзди: 
- Рига — Даугавпілс (4 пари щодня);
- Айзкраукле — Даугавпілс (з узгодженою пересадкою на електропоїзд Рига — Айзкраукле; 2 пари щодня);
- Рига — Краслава (5 разів на тиждень);
- Рига — Індра (2 рази на тиждень);
- Рига — Резекне II (1 пара щодня);
- Рига — Зілупе (2 пари щодня);
- Рига — Мадона (6 разів на тиджень);
- Рига — Гулбене (3 рази на тиджень).

## Громадський транспорт
Станція розташована поза містом за три кілометри від його центру, тому для зручності пасажирів курсують автобуси, що сполучають залізничну станцію та автостанцію. Проїзд у цих автобусах безкоштовний за умови придбання комбінованого квитка в касах.

## Галерея

### Будівля вокзалу та колії до реконструкції

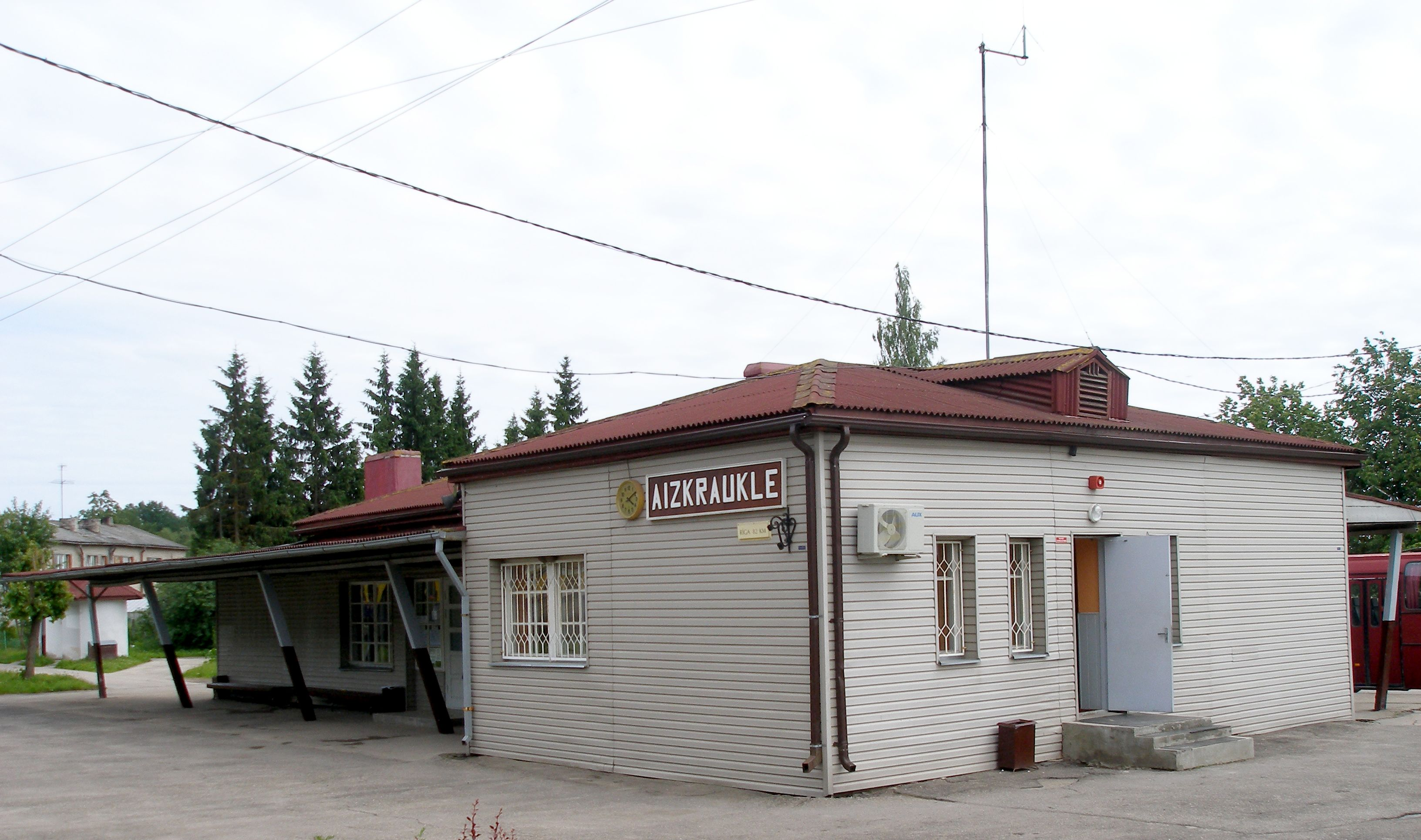
Будівля вокзалу 2010 року
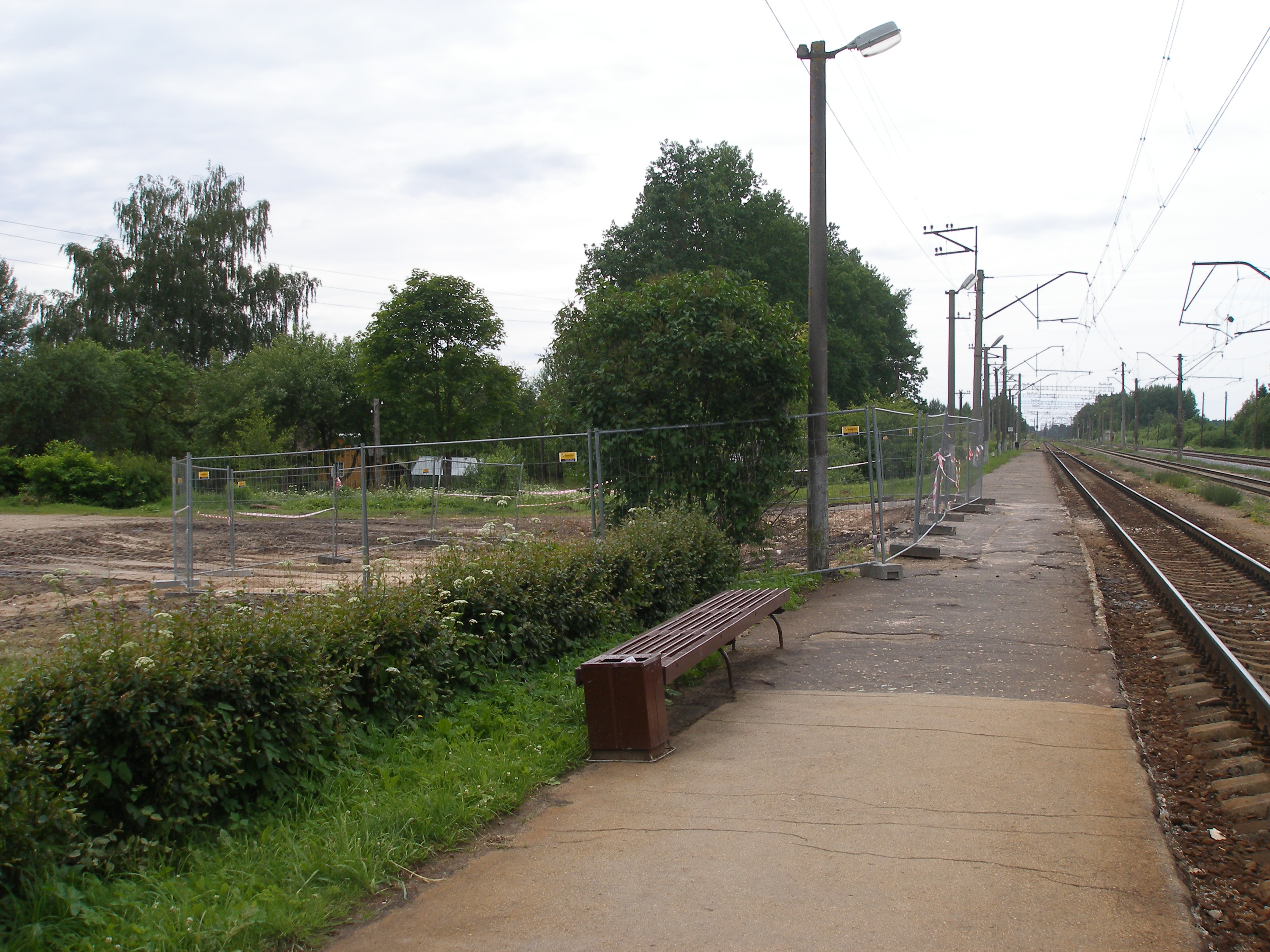
Розташування старої будівлі вокзалу
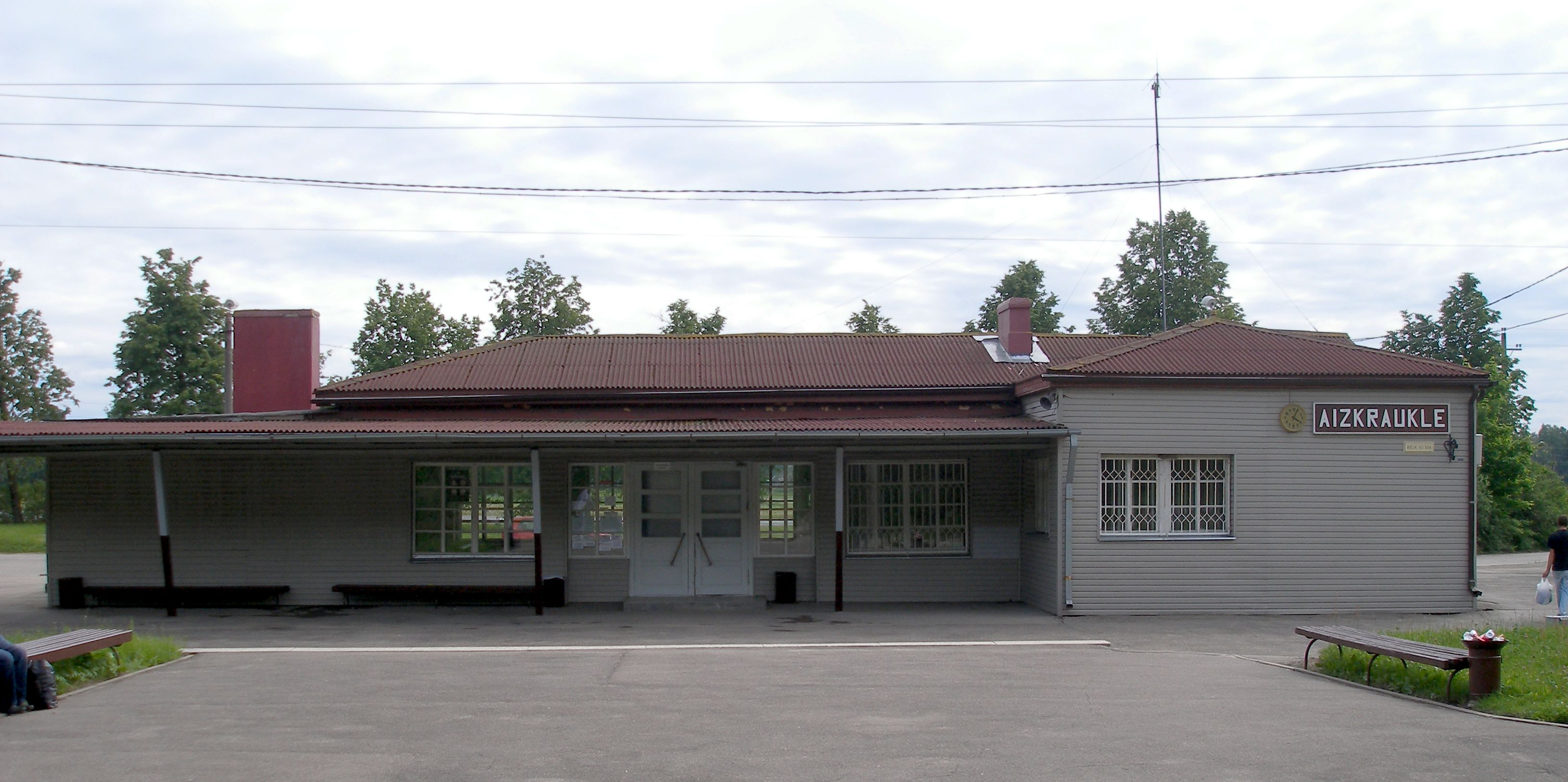
Сучасна будівля вокзалу
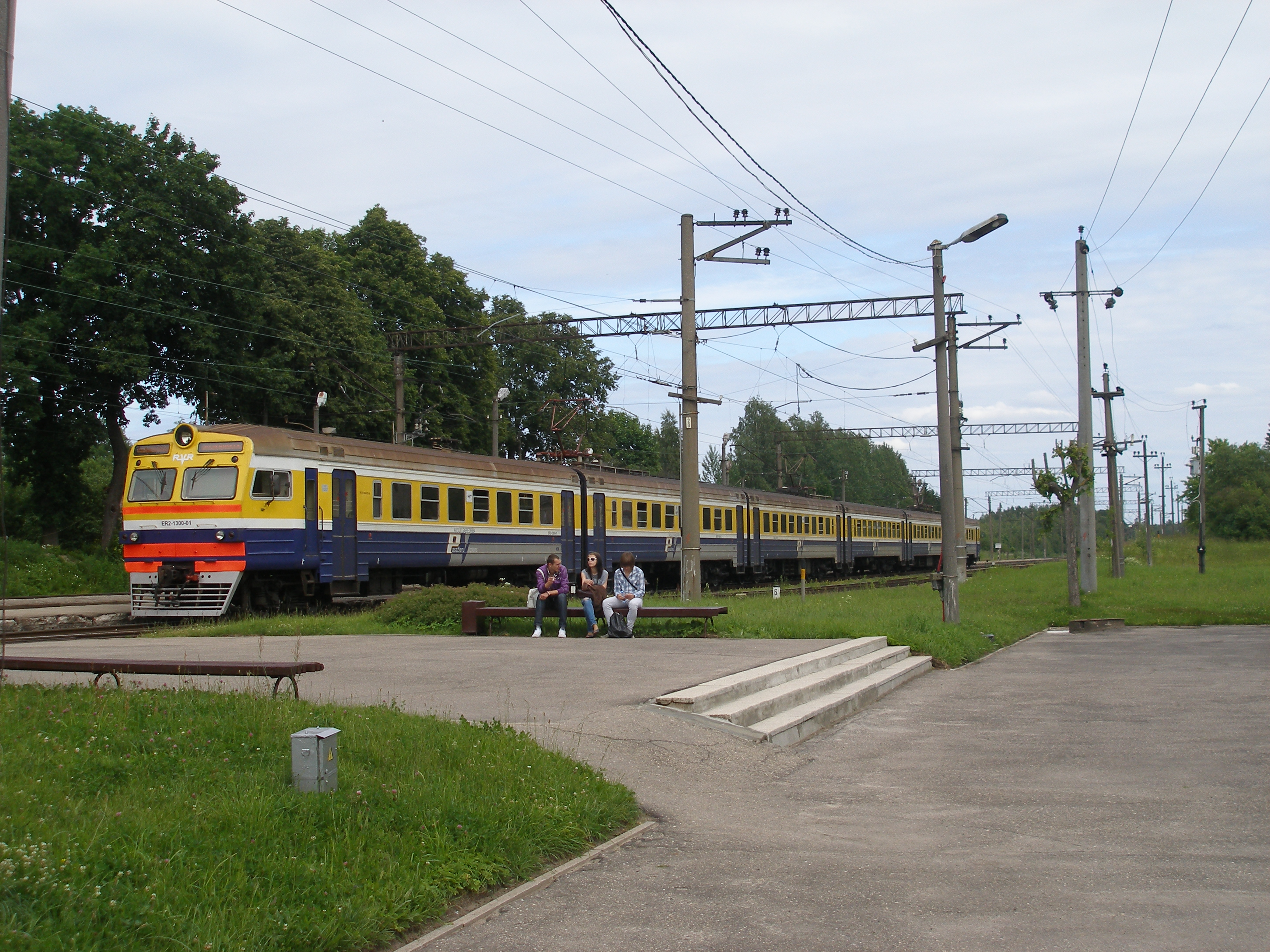
Електропоїзд ЕР2 на станції
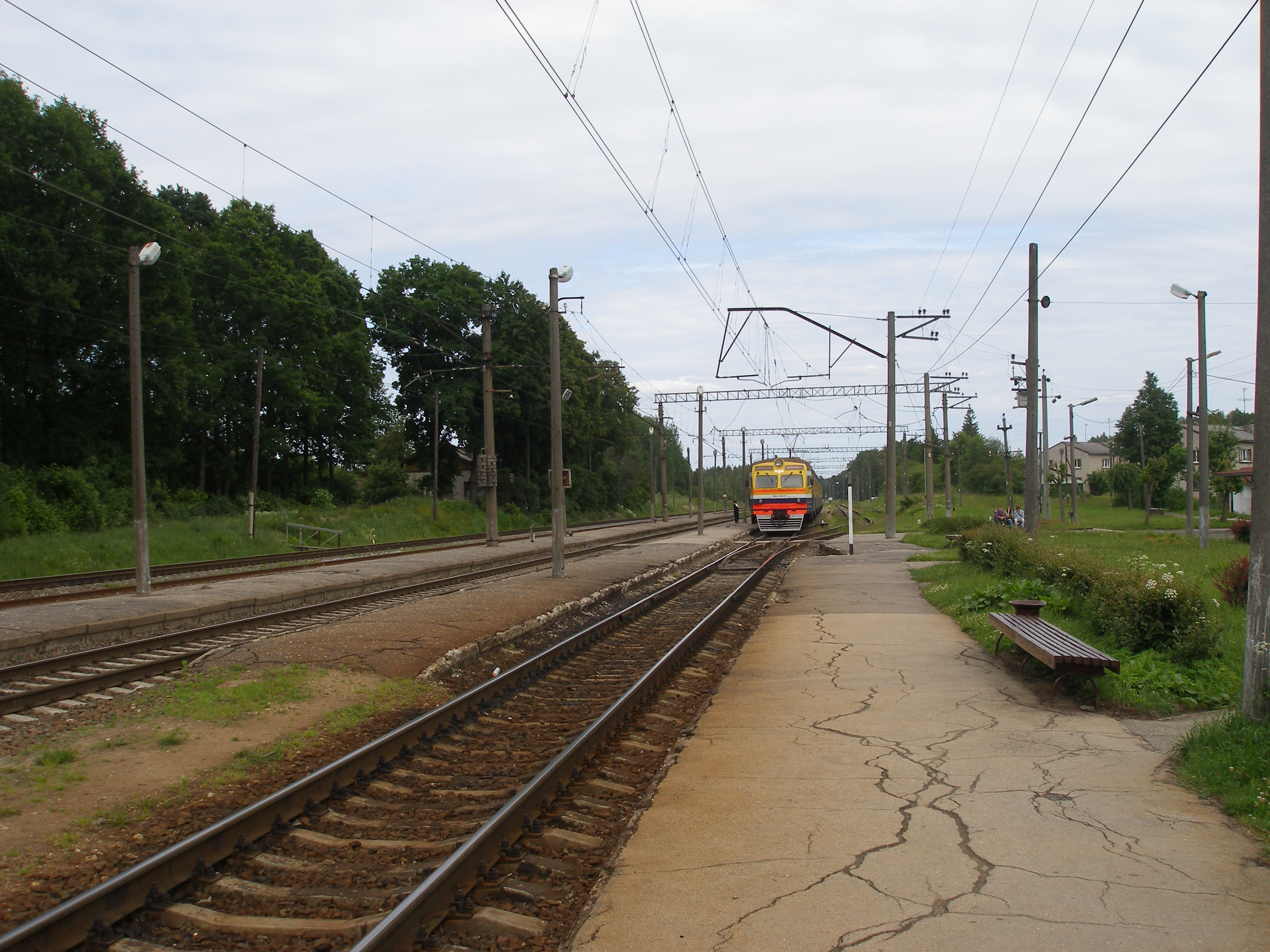
Станційні платформи та колії

### Залізничні колії після реконструкції

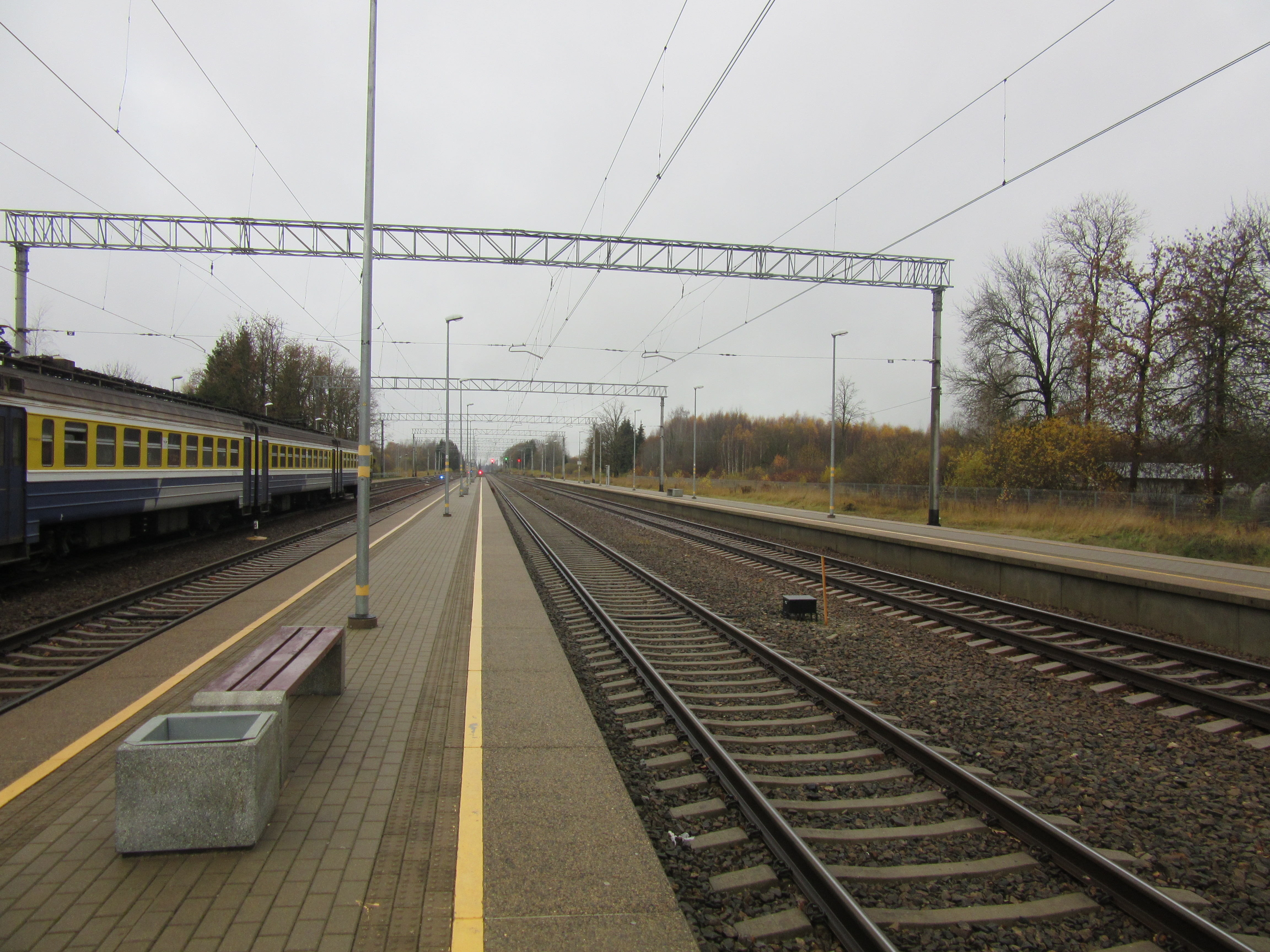
Колії в напрямку Риги
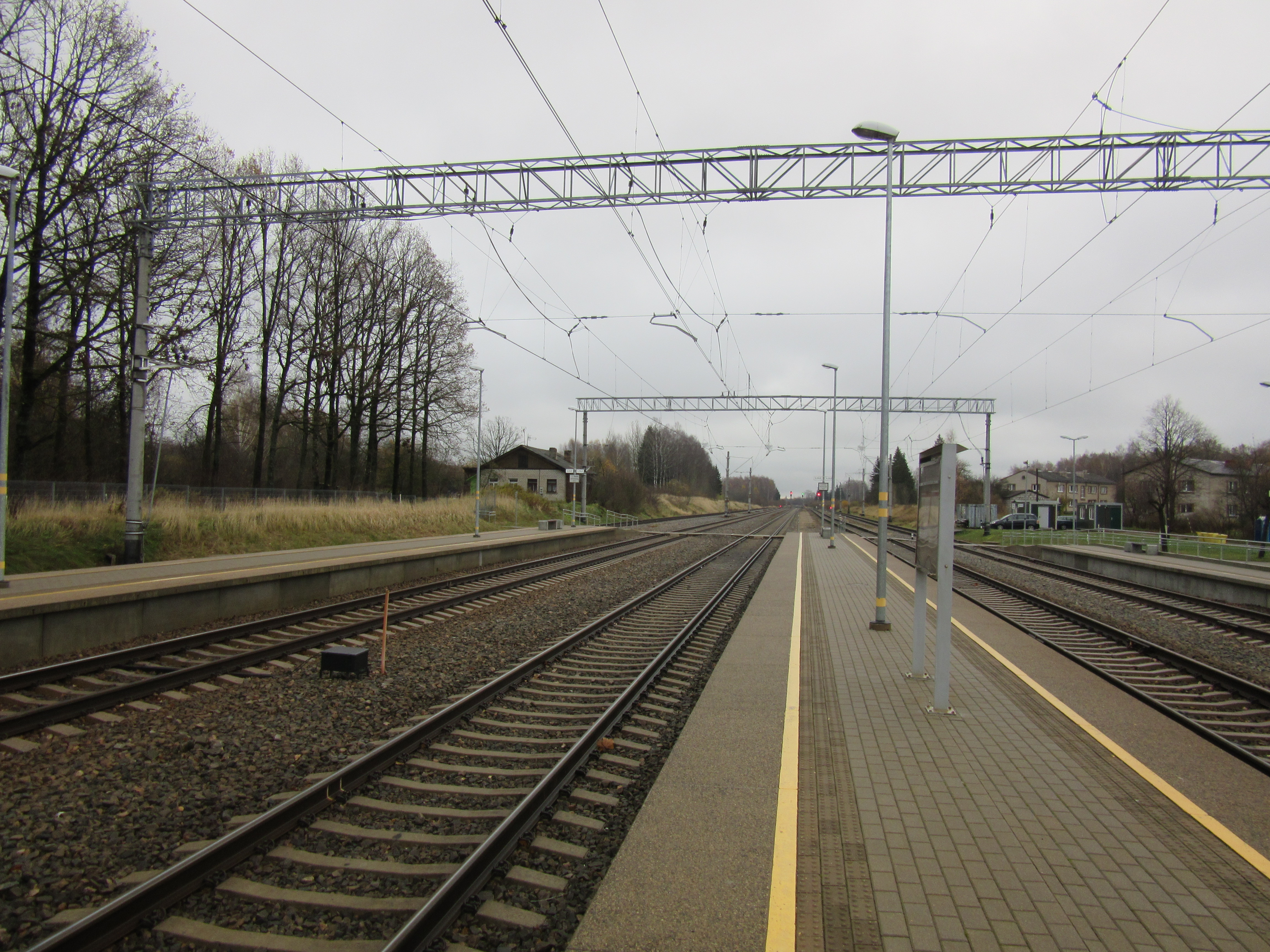
Колії в напрямку Крупстпілса
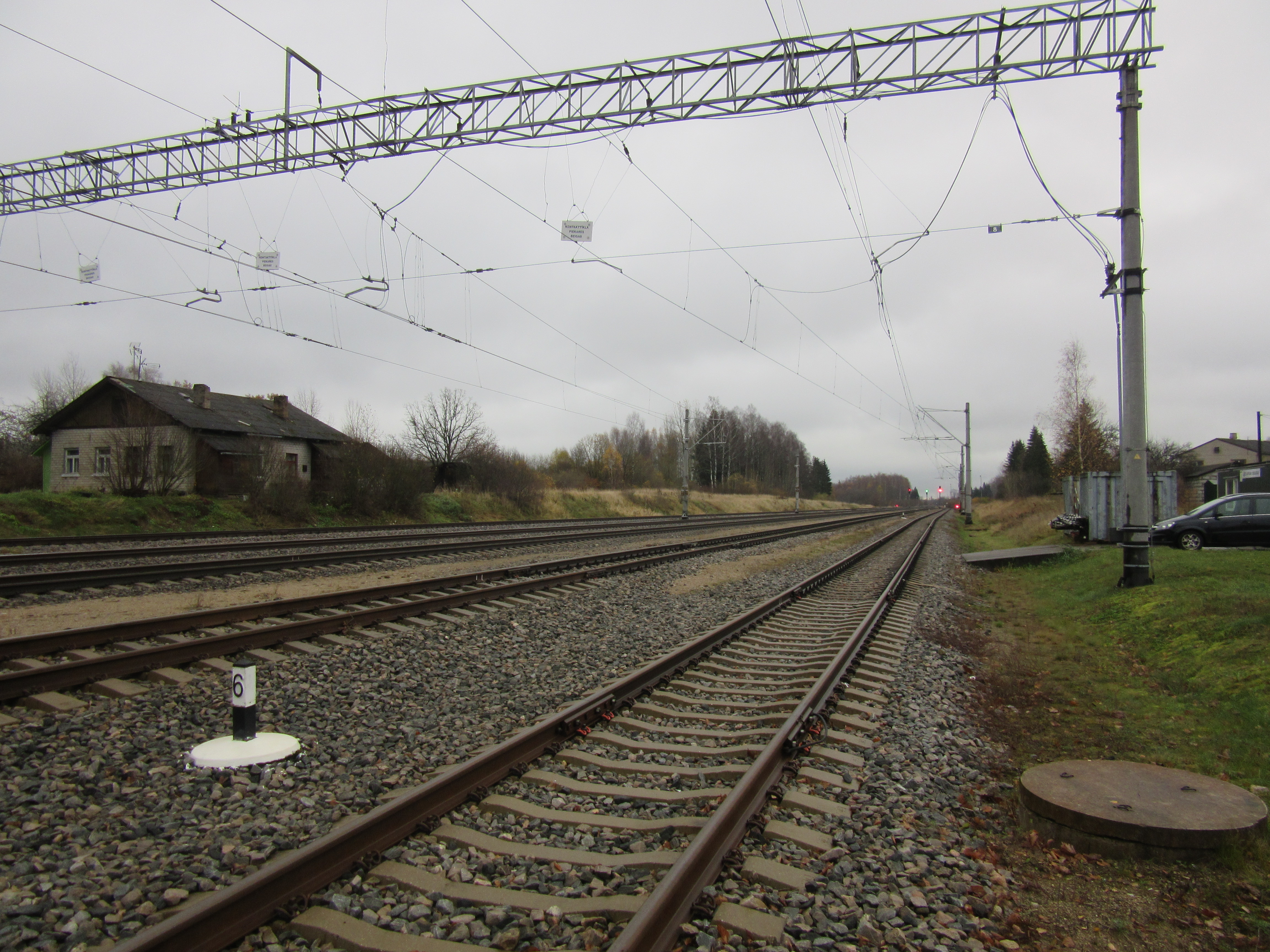
Місце закінчення контактної мережі (у напрямку Крустпілса)